# 三上哲
三上 哲（みかみ さとし、1968年6月8日 - ）は、日本の俳優、声優。東京都出身。ネクシード所属。

## 略歴
元オメガトライブの高島信二・西原俊次らとともに1992年に「DOME（ドーム）」を結成、リードヴォーカルを担当した。
解散後は1997年から演出家の志水良旺に師事して俳優としての活動を始める。
ヴォアレーヴ出身。以前はアイムエンタープライズ、ビッグマザー、宝井プロジェクトに所属していた。

## 人物
俳優、声優として活躍しており、吹き替えではベネディクト・カンバーバッチを専属で担当している ほか、テレビアニメでも一部の作品では主役を担当している。
特技は野球、歌、手話、釣り。
免許は普通自動車免許。

## 出演
太字はメインキャラクター。

### テレビアニメ
2009年
- ジュエルペット（七瀬猛夫）

2010年
- GIANT KILLING（住田、城西、鈴木、坂元）
- ルパン三世 the Last Job（レオーネ刑事）

2013年
- 黒執事 Book of Circus（先生）
- サムライフラメンコ（2013年 - 2014年、今野明）
- ローゼンメイデン（ラプラスの魔）

2014年
- 蟲師 続章 特別編「棘のみち」（クマド）

2015年
- GANGSTA.（テオ）
- 血界戦線（コルシコフ・ウルツェンコ）
- ダイヤのA（原龍臣）
- デュラララ!!×2（2015年 - 2016年、スローン） - 3シリーズ

2016年
- エンドライド（浅永和信、地上の男）
- GATE 自衛隊 彼の地にて、斯く戦えり（新田原）
- 終末のイゼッタ（マクラウド）
- 双星の陰陽師（川瀬）
- 91Days（テスタ）
- 迷家-マヨイガ-（運転手）

2017年
- THE REFLECTION（イアン・イゼット / アイガイ）
- 遊☆戯☆王VRAINS（2017年 - 2019年、ファウスト）
- マーベル フューチャー・アベンジャーズ（レッド・ガーディアン）
- タイムボカン 逆襲の三悪人（ナポレオン）

2018年
- グランクレスト戦記（アウベスト・メレテス）
- 牙狼〈GARO〉-VANISHING LINE-（デニス）
- 博多豚骨ラーメンズ（トニー・ラウ）
- ヴァイオレット・エヴァーガーデン（イシドル）
- ルパン三世 PART5（フランス大統領）
- DOUBLE DECKER! ダグ&キリル（ダグ・ビリンガム）
- レイトン ミステリー探偵社 〜カトリーのナゾトキファイル〜（2018年 - 2019年、ノーマン・ブリトニアス）
- ブラッククローバー（2018年 - 2019年、ファンゼル・クルーガー）
- 逆転裁判 〜その「真実」、異議あり!〜（芝九蔵虎之助）

2019年
- 群青のマグメル（チェスター）
- ゾイドワイルド ZERO（2019年 - 2020年、クライブ・ディアス）

2020年
- 映像研には手を出すな!（水崎の父）

2021年
- スケートリーディング☆スターズ（安達拓海）
- キングスレイド 意志を継ぐものたち（アルバート）
- 86-エイティシックス-（2021年 - 2022年、ジェローム・カールシュタール） - 2シリーズ
- バトルアスリーテス大運動会 ReSTART!（ジェフ〈ジェフェルソン・ナティピタッド〉）
- キングダム（貝満）
- セスタス -The Roman Fighter-（イオタ）
- ピーチボーイリバーサイド（吸血鬼）
- NIGHT HEAD 2041（黒木貴光）
- さんかく窓の外側は夜（半澤日路輝）
- takt op.Destiny（朝雛ケンジ）

2022年
- 薔薇王の葬列（ウォリック伯爵）
- 幻想三國誌 -天元霊心記-（文官〈荀彧〉）
- 明日ちゃんのセーラー服（明日サト）
- デリシャスパーティ♡プリキュア（2022年 - 2023年、フェンネル / ゴーダッツ）
- くノ一ツバキの胸の内（男??）
- ユーレイデコ（ハックのパパ）
- 機動戦士ガンダム 水星の魔女（2022年 - 2023年、オルコット）

2023年
- 陰の実力者になりたくて!（ミドガル国王）
- THE MARGINAL SERVICE（隊員、リョウ・アガタ）
- Dr.STONE（2023年 - 2025年、石神百夜〈2代目〉） - 4シリーズ
- ゴールデンカムイ（マイケル・オストログ）
- 私の推しは悪役令嬢。（ドル＝フランソワ）

2024年
- ダンジョン飯（ナレーション）
- 真の仲間じゃないと勇者のパーティーを追い出されたので、辺境でスローライフすることにしました2nd（リュブ枢機卿）
- 明治撃剣-1874-（修羅神狂死郎）
- 烏は主を選ばない（顕）
- THE NEW GATE（ジラート・エストレア）
- となりの妖怪さん（山本五郎左衛門）
- 出来損ないと呼ばれた元英雄は、実家から追放されたので好き勝手に生きることにした（シリル将軍）
- デリコズ・ナーサリー（ピサロ）
- 夏目友人帳 漆（依島）
- チ。-地球の運動について-（2024年 - 2025年、アントニ）

2025年
- 俺だけレベルアップな件 Season 2 -Arise from the Shadow-（リュー）
- LAZARUS ラザロ（教官）
- 水属性の魔法使い（ヒュー）
- まったく最近の探偵ときたら（渡部一之）

### 劇場アニメ
- 虐殺器官（2017年、ウィリアムズ[45]）
- 機甲英雄 劇場版 我與我等於無限大（2023年、馬蒂校長[46]、馬蒂司令官）
- 好きでも嫌いなあまのじゃく（2024年、いずる[47]）

### OVA
- ありふれた職業で世界最強 幻の冒険と奇跡の邂逅（2022年、影の声） - 小説第13巻特装版

### Webアニメ
- ゴルゴ13×外務省 海外安全対策マニュアル（2018年、相星孝一、米国務省職員、Dr.ブリッジボード）
- 機甲英雄 機鬥勇者 日本語版（2019年、馬蒂校長[48]）
- 無限の住人-IMMORTAL-（2020年、御岳）
- Fate/Grand Order 藤丸立香はわからない Season2（2024年、テスカトリポカ）

### ゲーム
2010年
- PANDORA 君の名前を僕は知る（ダグラス・スパーヴィア）

2012年
- ワンド オブ フォーチュン2 FD 〜君に捧げるエピローグ〜（ラウル・ヴァルモール）

2013年
- ティアーズ・トゥ・ティアラII 覇王の末裔（サウル）

2014年
- ウォッチドッグス（ダミアン・ブリンクス）

2015年
- メタルギアソリッドV ファントムペイン（オセロット）

2017年
- LOST ORDER（イーサン・グレイ・メイナード）
- レイトン ミステリージャーニー カトリーエイルと大富豪の陰謀（ブリトニアス）
- 誰ガ為のアルケミスト（ギルフォード）

2018年
- 白猫プロジェクト（サイファー・オブニアル）
- グランクレスト戦記（アウベスト・メレテス）
- ディシディア ファイナルファンタジー（カムラナート）
- グランブルーファンタジー（2018年 - 2023年、ガロウザ、ラファエル〈2代目〉）

2019年
- デモンエクスマキナ（グリーフ）
- ボーダーランズ3（ゼイン）
- WAR OF THE VISIONS ファイナルファンタジー ブレイブエクスヴィアス 幻影戦争（ライリュウ）
- DEATH STRANDING（ヒッグス）
- 文豪とアルケミスト（コナン・ドイル）

2020年
- クイズRPG 魔法使いと黒猫のウィズ（サザ・ヤニタ）
- 仁王2（明智光秀）
- キューピット・パラサイト（マーズ）
- KAMEN RIDER memory of heroez（恐竜グリード、バイオレンス・ドーパント）
- Marvel's Spider-Man:Miles Morales（サイモン・クリーガー）
- エグゾスヒーローズ（マハル）

2022年
- ファイアーエムブレム無双 風花雪月（グレーゴーア＝フォン＝ヴァーリ）
- タクティクスオウガ リボーン（ランスロット・タルタロス、プランシー・パウエル）

2023年
- FORSPOKEN（カフ）
- Fate/Grand Order（2023年 - 2024年、テスカトリポカ）
- Fate/Samurai Remnant（2023年 - 2024年、土御門泰広）

2024年
- 崩壊:スターレイル（ギャラガー）
- ドラゴンクエストX 未来への扉とまどろみの少女 オンライン（イルシーム）
- Rise of the Ronin（アーネスト・サトウ）
- 泡沫のユークロニア（賢木）
- ファイアーエムブレム ヒーローズ（ニザヴェリル）
- メタファー：リファンタジオ（バトリン）

### ドラマCD
- GANGSTA. I（2014年、テオ[71]）
- ちるらん 新撰組鎮魂歌（2017年、佐々木只三郎）

### ラジオ
- 迷家‐マヨイガ‐「納鳴村 村役場広報課」（2016年）

### 吹き替え

#### 担当俳優
ソン・ソック
- 恋愛体質〜30歳になれば大丈夫（2022年、サンス）
- 犯罪都市 THE ROUNDUP（2023年、カン・ヘサン）
- 殺人者のパラドックス（2024年、チャン・ナンガム）

パク・ビョンウン
- この恋は初めてだから（2018年、マ・サング）
- THE MOON（2024年、チョン・ミンギュ）
- ハイパーナイフ 闇の天才外科医（2025年、ハン・ヒョンホ）

ベネディクト・カンバーバッチ
- SHERLOCK（シャーロック）（2011年 - 2017年、シャーロック・ホームズ）
  - SHERLOCK/シャーロック 忌まわしき花嫁

- ミス・マープル4 殺人は容易だ（2012年、ルーク・フィッツウィリアム）
- スター・トレック イントゥ・ダークネス（2013年、ジョン・ハリソン）
- パレーズ・エンド（2013年、クリストファー・ティージェンス）※DVD版
- 僕が星になるまえに（2013年、ジェームズ）
- ミスティック・アイズ（2014年、デイヴィッド）
- 8月の家族たち（2014年、“リトル”・チャールズ・エイケン）
- イミテーション・ゲーム/エニグマと天才数学者の秘密（2015年、アラン・チューリング）
- ブラック・スキャンダル（2016年、ビリー・バルジャー）
- ズーランダー NO.2（2016年、オール）
- マーベル・シネマティック・ユニバース（2017年 - 2022年、スティーヴン・ストレンジ / ドクター・ストレンジ）
  - ドクター・ストレンジ
  - マイティ・ソー バトルロイヤル
  - アベンジャーズ/インフィニティ・ウォー
  - アベンジャーズ/エンドゲーム
  - ホワット・イフ...?
  - スパイダーマン:ノー・ウェイ・ホーム
  - ドクター・ストレンジ/マルチバース・オブ・マッドネス

- パトリック・メルローズ（2018年、パトリック・メルローズ）
- ビトウィーン・トゥ・ファーンズ: ザ・ムービー（2019年、本人役）
- チャイルド・イン・タイム（2020年、スティーヴ）
- 1917 命をかけた伝令（2020年、マッケンジー大佐）
- エジソンズ・ゲーム（2020年、トーマス・エジソン）
- パワー・オブ・ザ・ドッグ（2021年、フィル・バーバンク）
- ヘンリー・シュガーのワンダフルな物語（2023年、ヘンリー・シュガー）
- ブック・オブ・クラレンス 嘘つき救世主のキセキ （2024年、ベニヤミン）
- エリック （2024年、ヴィンセント・サリヴァン）

ロブ・ジェームズ＝コリアー
- ダウントン・アビー（2011年 - 2022年、トーマス・バロー）
  - ダウントン・アビー (映画)
  - ダウントン・アビー/新たなる時代へ

- ウィンクス・サーガ: 宿命（2021年、ソウル・シルヴァ）

ロブ・ディレイニー
- デッドプール2（2018年、ピーター）
- デッドプール&ウルヴァリン（2024年、ピーター）
- バッドモンキー（2024年、クリストファー）

#### 映画（吹き替え）
2006年
- ソーラー・ストライク セカンド・メルトダウン（トム〈キャスパー・ヴァン・ディーン〉）

2007年
- THEM ゼム（レン〈カル・ウェバー〉）

2008年
- HIGHJACK ハイジャック（ジャック・ベンダー〈ディーン・ケイン〉）

2009年
- アイス・ツイスター（フランク）
- アフロ忍者
- アルマゲドン2009
- インファナル・シティ/女捜査官サンドラ（ラフィット）
- 戦場からの脱出
- ベルベット・スパイダー（リー〈マイケル・ビーン〉）
- 40男のバージンロード（ケヴィン）
- リベンジ（クリント）

2010年
- アルマゲドン2010
- 愛しのベス・クーパー
- 恋する宇宙
- 沈黙の鉄拳（チェン〈テリー・チェン〉）
- メガ・シャークVSクロコザウルス
- メガ・パイソン（アンドリュース）

2011年
- アイス・クエイク
- アルマゲドン2012 マーキュリー・クライシス（マシュー）
- アンノウン
- グランド・クロス ドゥームズデイ・プロフェシー（ガルシア）
- 恋のスラムダンク
- 説きふせられて（ウェントワース大佐〈ルパート・ペンリー＝ジョーンズ〉）
- 誘拐交渉人 ※WOWOW

2012年
- スティーヴ・オースティン ザ・ダメージ（リノ〈ウォルトン・ゴギンズ〉）
- トレジャー・アイランド（トレローニ）
- ハーバー・クライシス〈湾岸危機〉 Black & White Episode 1（オウ隊長）
- マネーボール（マーク・エリス〈ブレント・ドーリング〉）
- ラルゴ・ウィンチ 宿命と逆襲（ラルゴ・ウィンチ〈トメル・シスレー〉）
- ラルゴ・ウィンチ -裏切りと陰謀-（ラルゴ・ウィンチ〈トメル・シスレー〉）

2013年
- YES/NO イエス・ノー（サム〈ジェイ・ハリントン〉）
- コールド・バレッツ 裏切りの陰謀（ロバート・ディッグス〈クリスチャン・スレーター〉）
- 388（ジェームズ〈ニック・スタール〉）
- ダークスカイズ（ダニエル・バレット〈ジョシュ・ハミルトン〉）
- マキシマム・ブロウ（フリオ）
- 夜明けのゾンビ（エドワード・ヤング〈マーク・ギブソン〉）

2014年
- インフェルノ 大火災脱出（クン〈ルイス・クー〉）
- ザ・マーダー（ジョン・リー）※テレビ東京
- スペシャル・フォース（ティクタク〈ブノワ・マジメル〉）※テレビ東京
- 名探偵ポワロ ヘラクレスの難業（テッド・ウィリアムズ）
- メガ・シャークVSメカ・シャーク（エングルバーグ提督）

2015年
- アポカリプス・トゥモロー（ニール・マーティン〈ジョエル・グレッチ〉）
- グリム・アベンジャーズ（ルンペル）
- グレート・エスケイプ 大脱走1944（ベケット〈ブレット・カレン〉）
- ゲット・サンタ! 聖なる夜の脱獄大作戦（スティーヴ〈レイフ・スポール〉）
- コルト45 孤高の天才スナイパー（リュック）
- シャークネード エクストリーム・ミッション（ギルバート・グレイソン・シェパード〈デビッド・ハッセルホフ〉、ルーカス・スティーヴンス、マーティン・ブロディ）
- ヘヴィメタル・クロニクル（ギョーム）

2016年
- アクト・オブ・ウォー（ソンソン）
- エール!（トマソン）
- 教授のおかしな妄想殺人（エイブ・ルーカス教授〈ホアキン・フェニックス〉）
- クライム・スピード（レイ〈トリー・キトルズ〉）
- ゲームメイカー 消えたジグソーパズルと巨大迷路の秘密（モロディアン）
- 極悪の流儀（トム〈ギャレット・ヘドランド〉）
- ザ・ストーム（ケイン / エイブル）
- ザ・ブリザード（ダニエル・クラフ司令官〈エリック・バナ〉）
- シャークネード4（ギルバート・シェパード〈デビッド・ハッセルホフ〉）
- ダブル・トリガー（デービッド・ナッシュ〈ショーン・ファリス〉）※テレビ東京
- バーニング・クロス（トミー・ケイン〈エドワード・バーンズ〉）※テレビ東京
- 米軍極秘部隊 ウォー・ピッグス（ジャック・ウォシック〈ルーク・ゴス〉）
- ラバランチュラ 全員出動!（コルトン・ウェスト〈スティーヴ・グッテンバーグ〉）
- レジェンド 狂気の美学（アルバート・ドノヒュー〈ポール・アンダーソン〉）
- ローグ・ワン/スター・ウォーズ・ストーリー（オーソン・クレニック〈ベン・メンデルソーン〉）
- ローマ発、しあわせ行き（ルカ〈ラウル・ボヴァ〉）

2017年
- アイヒマンを追え! ナチスがもっとも畏れた男（カール・アンガーマン〈ロナルト・ツェアフェルト〉）
- インデペンデンス・デイ2017（イライアス〈コリン・ネメック〉）
- キリング・ファミリー 殺し合う一家（ドゥアルテ）
- グレースフィールド・インシデント（マシュー・ドノヴァン〈マチュー・ラザ〉）
- サスペクツ・ダイアリー すり替えられた記憶（スティーヴン・エリオット〈ジェームズ・フランコ〉）
- シャークネード5 ワールド・タイフーン（ルウェリン〈クレイ・エイケン〉）
- ショコラ 〜君がいて、僕がいる〜（ジョルジュ・フティット〈ジェームス・ティエレ〉）
- DEMON デーモン（ブラックウェイ〈レイ・リオッタ〉）
- ディストピア パンドラの少女（エディ・パークス〈パディ・コンシダイン〉）
- 逃亡地帯（カルダー保安官〈マーロン・ブランド〉）※Netflix
- 裸足で散歩（ポール・ブラッター〈ロバート・レッドフォード〉）※Netflix
- パワーレンジャー（トリニー父親）
- マグニフィセント・セブン（ジョシュ・ファラデー〈クリス・プラット〉）
- マッドバウンド 哀しき友情（ジェイミー・マッカラン〈ギャレット・ヘドランド〉）
- ミラーズ 呪怨鏡（アントン）
- レッド・ダイヤモンド（ジャック〈マーク＝ポール・ゴスラー〉）
- 犯人は生首に訊け （スンフン）

2018年
- アトランティック・リム（ロス）
- インビジブル 暗殺の旋律を弾く女（マーク〈エド・スクライン〉）
- サバイバーズ（フィラット・ド・グラログル）
- 時間回廊の殺人
- ジグソウ:ソウ・レガシー（ローガン・ネルソン〈マット・パスモア〉）
- シャークネード ラスト・チェーンソー 4DX（ジョージ〈ジョン・ハード〉）
- ジャッカルズ（ジミー）
- 死霊のえじき -ブラッドライン-（ミゲル）
- ヒューマン・ハンター（アダム）
- ビヨンド・ザ・ロウ（フランク）
- ファイブヘッド・ジョーズ（レッド）
- メイズ 大脱走（ゴードン）

2019年
- ファウンダー ハンバーガー帝国のヒミツ（ハリー・J・ソネンボーン〈B・J・ノヴァク〉）
- ギャング・イン・ニューヨーク（サミー・グラヴァーノ〈ウィリアム・デメオ〉）
- シティーハンター THE MOVIE 史上最香のミッション（ボス）
- ZOOMBIE ズーンビ ネクスト・レベル（ランディ〈ジョナサン・バックリー〉）
- 無双の鉄拳（ボス〈キム・ソンオ〉）

2020年
- ドアロック（イ刑事〈キム・ソンオ〉）
- デイ・アフター・トゥモロー2020（マーク〈ジョエル・ベルティ〉）
- 魔界探偵ゴーゴリシリーズ（グロー〈オレグ・メンシコフ〉）※ムービープラス版
  - 魔界探偵ゴーゴリ 暗黒の騎士と生け贄の美女たち
  - 魔界探偵ゴーゴリIII 蘇りし者たちと最後の戦い

- ハワード -ディズニー音楽に込めた物語-（ジェフリー・カッツェンバーグ）

2021年
- トレマーズ 地獄島（ジミー〈ジョン・ヘダー〉）
- カポネ（ジョニー〈マット・ディロン〉）
- シティーコップ 余命30日?!のヒーロー（ネズミ〈ジョセ・ガルシア〉）
- スプートニク（ヴェシュニャコフ〈ピョードル・フョードロフ〉）
- ハード・キル（デレク・ミラー〈ジェシー・メトカーフ〉）
- レミニセンス（セント・ジョー〈ダニエル・ウー〉）

2022年
- すべてが変わった日（ビル・ウィーボーイ〈ジェフリー・ドノヴァン〉）
- キャッシュトラック（ジャクソン〈ジェフリー・ドノヴァン〉）
- パピヨン（ルイ・ドガ〈ラミ・マレック〉）
- アムステルダム（トム・ヴォーズ〈ラミ・マレック〉）

2023年
- 戦慄のリンク（トン教授〈ジョウ・ハオトン〉）
- チケット・トゥ・パラダイス（ポール〈リュカ・ブラヴォー〉）

2024年
- 探偵マーロウ（ルー・ヘンドリックス〈アラン・カミング〉）
- ブラック・サイト 危険区域（ハチェット〈ジェイソン・クラーク〉）
- ボブ・マーリー:ONE LOVE（ボブ・マーリー〈キングズリー・ベン＝アディル〉）
- 落下の解剖学（ヴァンサン〈スワン・アルロー〉）
- ボルテスV レガシー（フロスガー / ネッド・アームストロング）
- 無名（フー〈トニー・レオン〉）
- クレイヴン・ザ・ハンター（フォーリナー〈クリストファー・アボット〉）
- ソウルの春（イ・テシン〈チョン・ウソン〉）

2025年
- ビーキーパー（マット・ワイリー〈ボビー・ナデリ〉）
- トワイライト・ウォリアーズ 決戦! 九龍城砦（陳占〈アーロン・クオック〉）
- ドリーム・シナリオ（クリス〈アル・ウォーレン〉）
- ジュラシック・ワールド/復活の大地（ルーベン・デルガド〈マヌエル・ガルシア＝ルルフォ〉）

#### ドラマ
2002年
- CSI:科学捜査班 シーズン2 #23（ロッド・ダーリング〈マーク・シェパード〉）

2004年
- ER IX 緊急救命室 #10,#11（リック・ケンドリック〈マイケル・イーリー〉）

2009年
- ボーンキッカーズ 考古学調査班

2010年
- WITHOUT A TRACE/FBI 失踪者を追え!（ニール・ローリングズ）
- 華麗なるペテン師たち4（シロー）
- コールドケース6（ジュリアン・ベローズ）
- 名探偵ポワロ 鳩のなかの猫

2011年
- 赤と黒（イ・ボム刑事）
- ER XV 緊急救命室 #15（スチュアート・ムーア〈マイケル・レイモンド＝ジェームズ〉）
- グッド・ワイフ2
- コバート・アフェア CIA諜報員アニー
- CSI:マイアミ9 #8（ゲイリー・チャップマン〈デヴィッド・コンラッド〉）
- 新ビバリーヒルズ青春白書3（オスカー）
- ディフェンダーズ 闘う弁護士
- HAWAII FIVE-0（ジョニー・D）
- ボードウォーク・エンパイア 欲望の街

2012年
- 階伯〔ケベク〕
- ジャイアント
- ゾウズ・フー・キル2 殺意の深層
- ナイトライダーNEXT #1（クロス〈ジャック・ヤング〉）
- ハリーズ・ロー 裏通り法律事務所
- ボルジア家 愛と欲望の教皇一族
- ユーリカ（トレヴァー・グラント）
- THE MENTALIST メンタリストの捜査ファイル シーズン4 #23（ベン・マークス〈アーロン・ローア〉）

2013年
- ケース・センシティブ 静かなる殺人（サイモン・ウォーター・ハウス〈ダレン・ボイド〉）
- CSI:ニューヨーク8（ジョン・カーティス）
- ダメージ シーズン5（チャニング・マクラーレン〈ライアン・フィリップ〉）
- HAWII FIVE-0 シーズン3（ストラサン）
- リゾーリ&アイルズ シーズン3（デニス）

2014年
- アンフォゲッタブル2 完全記憶捜査 #2（クレイ・スタイツ / フィリップ〈センディル・ラママーシー〉）
- PERSON of INTEREST 犯罪予知ユニット シーズン3 #14（アラン・ブシャール捜査官）
- 夜警日誌（チョ・サンホン〈ユン・テヨン〉）
- よみがえり 〜レザレクション〜（ケイレブ・リチャーズ）

2015年
- CSI:14 科学捜査班（スタージスFBI特別捜査官）
- ブロードチャーチ2〜殺意の町〜（リー・アシュワース〈ジェームズ・ダーシー〉）
- ヘヴィメタル・クロニクル（ギョーム〈スコット・アドキンス〉）
- ホワイトカラー ファイナル・シーズン（アラン・ウッドフォード〈ゲイヴィン・リー〉）

2016年
- マッド・ドッグス（ジョエル）

2017年
- HAWII FIVE-0 シーズン7 #19（エミリオ〈ブランドン・キーナー〉）
- FARGO/ファーゴ3（エミット・スタッシー、レイ・スタッシー〈ユアン・マクレガー〉）
- Marvel アイアン・フィスト（ウォード・ミーチャム〈トム・ペルフリー〉）

2018年
- シェイズ・オブ・ブルー ブルックリン警察（ロバート・スタール〈ウォーレン・コール〉）
- 孫悟空の遊勇伝
- ナルコス:メキシコ編（ジェームズ・“ハイメ”・クイケンダール〈マット・レッシャー〉）
- ナイトシフト4 真夜中の救命医 ザ・ファイナル（ケイン・ディアス〈マーク・コンスエロス〉）
- フランケンシュタイン・クロニクル（ダニエル）
- Reboot ガーディアン・コード
- LUCIFER/ルシファー シーズン3 #15（ビンセント・グリーン）

2019年
- アナザー・ライフ（エリック〈ジャスティン・チャットウィン〉）
- ホット・ゾーン（トラビス・ローズ〈ジェームズ・ダーシー〉）
- SUPERGIRL/スーパーガール シーズン4（ベン・ロックウッド / エージェント・リバティ〈サム・ウィットワー〉）
- Uボート ザ・シリーズ 深海の狼（カール・テンシュテット〈アウグスト・ヴィトゲンシュタイン〉）
- ロマノフ家の末裔 〜それぞれの人生〜 第3話「栄華の果てに」（ブライアン・ノリス〈マイク・ドイル〉）

2021年
- ラブアイランドUSA 水着で恋するフィジー編（カシェル・バーネット）

2022年
- THE BLACKLIST/ブラックリスト
  - シーズン9#11（ジョン・リクター〈ウィル・スタウト〉）

2023年
- アストリッドとラファエル 文書係の事件録（マティアス・フォレスト〈ユベール・ドゥラットル〉）
- 結婚契約（パク・ホジュン〈キム・グァンギュ〉）

2024年
- 危険な情事（ダン・ギャラガー〈ジョシュア・ジャクソン〉）
- ニュールック（クリスチャン・ディオール〈ベン・メンデルソーン〉
- ギャップ・ザ・シリーズ（オン〈ジラーワット･ワチラサランパッタラ（Wo）〉）

#### アニメ
- サンタのマジック・クリスタル（2014年、ポロ）
- プチ・ニコラ パリがくれた幸せ（2023年、パパ[121]）

### ナレーション
- ミステリー散歩 まちナゾ（2016年、NHK BSプレミアム）※一部ナレーション
- 講談社×ISETAN×ミステリーナイト（2018年、伊勢丹新宿店）※一部ナレーション

### テレビドラマ
- はみだし刑事情熱系 PART6 第13話（テレビ朝日） - 原刑事役
- ビューティ7（2001年）
- スーパー戦隊シリーズ
  - 爆竜戦隊アバレンジャー 第25話（2003年、テレビ朝日） - 教師役
  - 炎神戦隊ゴーオンジャー 第18話（2008年、テレビ朝日） - ウェイター役
  - 動物戦隊ジュウオウジャー（2016年、テレビ朝日） - オモテウリャーの声
- 相棒 Season 4 第11話「汚れある悪戯」（2006年1月1日、テレビ朝日）
- あしたの、喜多善男〜世界一不運な男の、奇跡の11日間〜（2008年、フジテレビ）
- ガリレオΦ 操縦る （2008年10月4日、フジテレビ） - 岡崎役
- 潜入探偵トカゲ 第1話（2013年4月18日、TBS） - 竹田篤役
- 仮面ライダードライブ 第34話（2015年、テレビ朝日） - 監察医役

### 映画
- 女帝（1995年、金澤克次監督）
- 「紅の拳銃」よ永遠に（2000年、及川善弘監督）
- 弁天通りの人々（2009年、市川徹監督）
- 日本以外全部沈没（2006年、河崎実監督）

### Vシネマ
- パチスロウォーズ昇龍伝説（金澤克次監督）
- ハードボイルド（2001年、金澤克次監督）
- 修羅の荒野1（2008年） - 桜庭組幹部 岩隈哲也

### CM
- のんのこ黒焼酎
- 日産　「日産サンクスナビキャンペーン」
  - 『女篇』山口尚美と共演
  - 『男篇』小野了と共演　共にCA役（共に2006年10月4日 - ）

## ディスコグラフィ

### キャラクターソング
| 発売日        | 商品名                                                                        | 歌                                                             | 楽曲                                              | 備考                                             |
| ------------- | ----------------------------------------------------------------------------- | -------------------------------------------------------------- | ------------------------------------------------- | ------------------------------------------------ |
| 2019年2月20日 | DOUBLE DECKER! ダグ&キリル キャラクターソングアルバム DECKER! SONG -デカソン- | ダグラス・ビリンガム（三上哲）、キリル・ヴルーベリ（天﨑滉平） | 「ステレオとモノローグ」 「ワンカットエピローグ」 | テレビアニメ『DOUBLE DECKER! ダグ&キリル』関連曲 |
| 2019年2月20日 | DOUBLE DECKER! ダグ&キリル キャラクターソングアルバム DECKER! SONG -デカソン- | ダグラス・ビリンガム（三上哲）                                 | 「Prison of Heart」 「Gunpowder Ballad」          | テレビアニメ『DOUBLE DECKER! ダグ&キリル』関連曲 |

### シリーズ一覧
1. ↑  第2期第1クール『デュラララ!!×2 承』（2015年）、第2期第2クール『デュラララ!!×2 転』（2015年）、第2期第3クール『デュラララ!!×2 結』（2016年）
2. ↑  第1クール（2021年）、第2クール（2021年 - 2022年）
3. ↑  第3期『NEW WORLD』第1クール（2023年）、第3期『NEW WORLD』第2クール（2023年）、第4期『SCIENCE FUTURE』第1クール（2025年）、第4期『SCIENCE FUTURE』第2クール（2025年）

### 初出話一覧
1. ↑  第4期 第7話初出
2. ↑  第3期第1クール 第6話初出
3. 1 2  第3話初出
4. ↑  第15話初出
5. 1 2  第11話初出
6. ↑  第20話初出
7. ↑  第4話初出